# Нова Села (Кула Норинска)
Нова Села су насељено место у саставу општине Кула Норинска, Дубровачко-неретванска жупанија, Република Хрватска.

## Историја
До територијалне реорганизације у Хрватској налазила су се у саставу старе општине Метковић.

## Становништво
На попису становништва 2011. године, Нова Села су имала 36 становника.
| Број становника по пописима | Број становника по пописима | Број становника по пописима | Број становника по пописима | Број становника по пописима | Број становника по пописима | Број становника по пописима | Број становника по пописима | Број становника по пописима | Број становника по пописима | Број становника по пописима | Број становника по пописима | Број становника по пописима | Број становника по пописима | Број становника по пописима | Број становника по пописима |
| --------------------------- | --------------------------- | --------------------------- | --------------------------- | --------------------------- | --------------------------- | --------------------------- | --------------------------- | --------------------------- | --------------------------- | --------------------------- | --------------------------- | --------------------------- | --------------------------- | --------------------------- | --------------------------- |
| 1857                        | 1869                        | 1880                        | 1890                        | 1900                        | 1910                        | 1921                        | 1931                        | 1948                        | 1953                        | 1961                        | 1971                        | 1981                        | 1991                        | 2001                        | 2011                        |
| 0                           | 0                           | 320                         | 376                         | 431                         | 449                         | 524                         | 471                         | 428                         | 449                         | 432                         | 228                         | 107                         | 66                          | 55                          | 36                          |

Напомена: У 1890. исказано под именом Ново Село. У 1857. и 1869. подаци су садржани у насељу Боровци, као и део података у 1880. и 1890. У 1880. и 1890. исказано као део насеља.

### Попис1991.
На попису становништва 1991. године, насељено место Нова Села је имало 66 становника, следећег националног састава:
| Попис 1991.‍ | Попис 1991.‍ | Попис 1991.‍ | Попис 1991.‍ | Попис 1991.‍ |
| ----------- | ----------- | ----------- | ----------- | ----------- |
|             |             |             |             |             |
| Хрвати      | Хрвати      |             | 66          | 100%        |
| укупно: 66  |             |             |             |             |